# In ogni senso
In ogni senso (с итал. — «В любом смысле») — пятый студийный альбом итальянского певца и композитора Эроса Рамаццотти, который был выпущен в 1990 году лейблом Bertelsmann Music Group.

## Об альбоме
In ogni senso возглавил итальянский хит-парад музыкальных альбомов, и стал самым успешным альбомом Рамаццотти в тот период.
Бэк-вокал к нескольким композициям был записан в Лондоне, с известными английскими исполнителями, в том числе и с Джимми Хэлмсом, Кэти Киссон, Кэрол Кеньон и Тессой Найлс.
Словосочетание «В любом смысле» хотя бы один раз используется в текстах всех песен альбома.

## Список композиций
Слова и музыка всех песен — Пьеро Кассано, Аделио Кольиати, Эрос Рамаццотти.
| №                   | Название                                              | Длительность |
| ------------------- | ----------------------------------------------------- | ------------ |
| 1.                  | «Se bastasse una canzone»                             | 5:06         |
| 2.                  | «C'è una strada in cielo»                             | 4:21         |
| 3.                  | «Amore contro»                                        | 4:24         |
| 4.                  | «Dammi la luna»                                       | 3:49         |
| 5.                  | «Taxi Story»                                          | 3:59         |
| 6.                  | «Dolce Barbara»                                       | 4:05         |
| 7.                  | «Amarti è l'immenso per me» (дуэт с Антонеллой Буччи) | 4:22         |
| 8.                  | «Canzoni lontane»                                     | 4:59         |
| 9.                  | «Cara prof»                                           | 3:58         |
| 10.                 | «Cantico»                                             | 5:44         |
| 11.                 | «Oggi che giorno è»                                   | 4:33         |
| 12.                 | «Andare… in ogni senso» (дуэт с Пьеро Кассано)        | 2:20         |
| Общая длительность: | Общая длительность:                                   | 51:30        |

## Чарты
| Страна     | Позиция |
| ---------- | ------- |
| Италия     | 1       |
| Швейцария  | 1       |
| Германия   | 2       |
| Нидерланды | 2       |
| Австрия    | 5       |
| Норвегия   | 10      |
| Швеция     | 34      |

## Хронология релизов
| Дата     | Лейбл                    | Формат |
| -------- | ------------------------ | ------ |
| 1990 год | DDD                      |        |
| 1990 год | DDD                      | CS     |
| 1998 год | Sony Music Entertainment | CD     |
| 1999 год | DDD                      | CD     |